# 大延琳
大延琳（?—?），渤海国王族，高王大祚荣的七世孙。原在辽朝任东京将军。遼朝太平九年（1029年）八月三日，大延琳乘辽朝内乱之机，聚集渤海人，在东京辽阳府反叛起事，建号兴辽国。大延琳自称天兴皇帝，定年号为天庆，准备北征上京龙泉府。太平十年（1030年）八月十五日，兴辽军被辽军击败，大延琳退守辽阳。叛徒楊詳世献城投降，大延琳被囚禁，兴辽政权灭亡。